# Helena Christina van de Pavord Smits

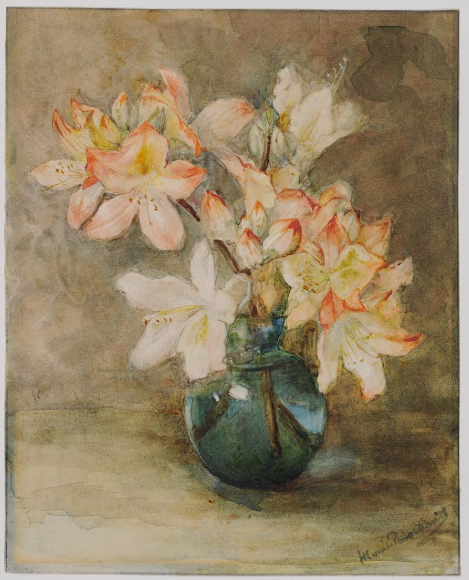
Vaas met Lelies, aquarel

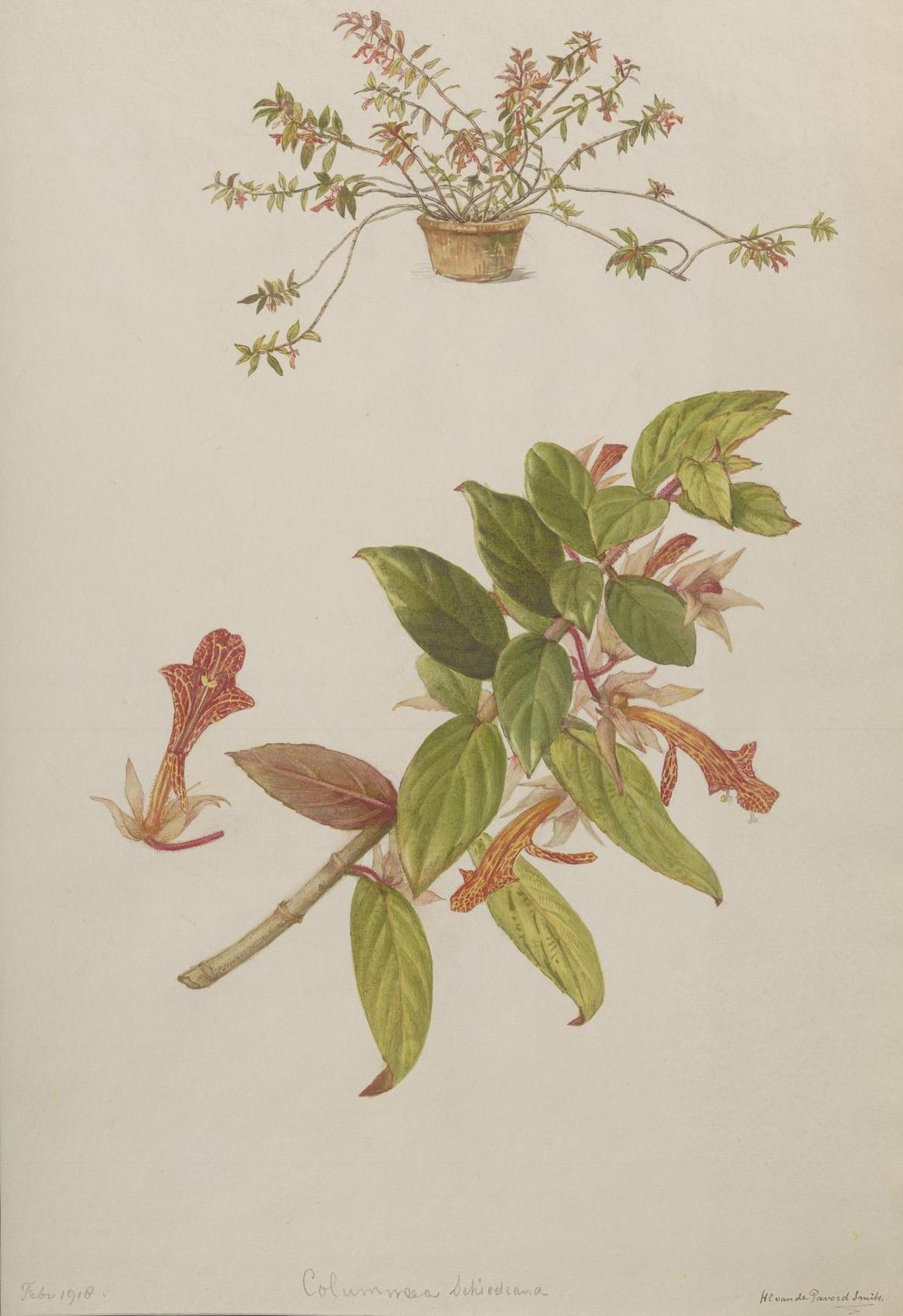
Columnea schiedeana, botanische tekening

Helena Christina van de Pavord Smits (Leiden, 21 oktober 1867 − Leiden 27 januari 1941) was een Nederlandse aquarellist, kunstschilder en tekenaar.
Haar vader was Frederik Salomon van de Pavord Smits, boek- en steendrukker te Leiden, die onder andere de Flora Batava drukte. Haar moeder was Johanna Maria Hepp. Ze woonden eerst in de Zonneveldsteeg, later in de Bredestraat. Haar ouders hadden eerder een dochtertje van dezelfde naam dat maar één jaar en negen maanden oud is geworden; de beide zusjes zijn begraven op Begraafplaats Groenesteeg.
Helena Christina van de Pavord Smits volgde van ongeveer 1886 tot 1889 de opleiding M.O. aan de Academie van beeldende kunsten in Den Haag. Ze kreeg les van onder anderen Johan Philip Koelman en Willem van der Nat.
Ze maakte vooral afbeeldingen van planten, onder andere voor de Flora Batava. Ze werkte voor het Rijksherbarium Leiden.
Ze werkte behalve voor de Flora Batava ook in andere projecten samen met Catharina Cool.
- Biografisch Portaal: 84357804
- Stuttgart Database of Scientific Illustrators 1450–1950: 4877
- Gemeinsame Normdatei: 1159109419
- International Standard Name Identifier: 0000 0003 9765 0714
- Nederlandse Thesaurus van Auteursnamen: 298485753
- RKD-Nederlands Instituut voor Kunstgeschiedenis: 364015
- Système universitaire de documentation: 226453944
- Virtual International Authority File: 42239702
- WorldCat: E39PBJqvRHjKxXQ4jYvkByFtKd